# Nusalala cubana
Nusalala cubana är en insektsart som först beskrevs av Hagen 1886.  Nusalala cubana ingår i släktet Nusalala och familjen florsländor. Inga underarter finns listade i Catalogue of Life.